# Rien que pour toi
Singles de François Feldman
Amour de corridor
(1985) Demain c'est toi
(1987)
Pistes de Vivre, vivre
Vivre, vivre
(10)
Rien que pour toi est une chanson de François Feldman, parue sur l'album Vivre, vivre. Chanson écrite par Jean-Marie Moreau et composée par François Feldman, elle permet au chanteur de rencontrer son premier véritable succès en France.
Elle est sortie le 2 octobre 1986 comme premier single de l'album Vivre, vivre.

## Liste des titres
| A. | Rien que pour toi                         | Jean-Marie Moreau | François Feldman | 4:28 |
| B. | Rien que pour toi (version instrumentale) |                   | François Feldman | 3:15 |

| A. | Rien que pour toi                         | Jean-Marie Moreau | François Feldman | 6:43 |
| B. | Rien que pour toi (version instrumentale) |                   | François Feldman | 6:14 |

## Réception

### Accueil commercial
Rien que pour toi reste classé dix-huit semaines dans le Top 50 français, d'octobre 1986 à fin janvier 1987. Le single entre directement en quarante-huitième position et progresse régulièrement jusqu'à atteindre la douzième place pendant une semaine (demeurant dans le Top 20 durant plus d'un mois). Le single s'est vendu à plus de 250 000 exemplaires.

## Classements

### Classements hebdomadaires
| Classement (1986-1987)        | Meilleure position |
| ----------------------------- | ------------------ |
| Europe (Eurochart Hot 100)    | 41                 |
| France (SNEP)                 | 12                 |
| Québec (Palmarès francophone) | 46                 |

## Historique de sortie
| Pays    | Date           | Format        | Label               |
| ------- | -------------- | ------------- | ------------------- |
| France, | 2 octobre 1986 | 45 tours      | Big Bang, Phonogram |
| France, | 2 octobre 1986 | maxi 45 tours | Big Bang, Phonogram |
| Canada  | 1987           | 45 tours      | Philips             |